# Kerstin Rydh
Kerstin Maria Rydh, född 11 juli 1953 i Nässjö, är en svensk skulptör och scenograf.
Rydh, som är dotter till disponent Georg Johansson och lärare Brita Rydh, studerade vid Konstskolan Idun Lovén i Stockholm 1973–1976 och vid Kungliga Konsthögskolan 1976–1982. Hon utförde dekor och kostym till Madame Butterfly på Folkoperan i Stockholm 1981, utformade utställningen om Fredrik Magnus Piper på Kungliga Konstakademien 1981 och utställningen Kvinnokamp mot apartheid på Kulturhuset i Stockholm 1984, utförde dekor och kostym till Xerxes på Kungliga Operan i Stockholm 1985 och stod för formgivning och scenografi av Medeltidsmuseet 1985–1986. Hon har utfört utsmyckning till bland annat Länssjukhuset Ryhov i Jönköping 1988 och Eksjö museum 1988. Hon har hållit utställningar i bland annat Stockholm, Västerås och Amsterdam samt Sveriges allmänna konstförenings samlingsutställning 13 unga på Kungliga Konstakademien 1983. Hon är representerad hos kommuner och landsting.